# Gorbatow (Stadt)
Gorbatow (russisch Горбатов) ist eine Kleinstadt in der Oblast Nischni Nowgorod (Russland) mit 2278 Einwohnern (Stand 14. Oktober 2010).

## Geografie
Die Stadt liegt etwa 60 km südwestlich der Oblasthauptstadt Nischni Nowgorod am rechten Ufer der Oka, eines rechten Nebenflusses der Wolga.
Gorbatow gehört zum Rajon Pawlowo und ist eine der kleinsten Städte Russlands.

## Geschichte
In einer Urkunde des Jahres 1565 wurde das Dorf Meschtschorskaja Porosl im Zusammenhang mit (früheren) Schenkungen der Ländereien durch Iwan den Schrecklichen an den Bojaren Alexander Gorbaty-Schuiski erwähnt. Später wurde der Ort Meschtschorskaja Sloboda genannt und im Jahr 1672 nach dem Beinamen des früheren Besitzers in Gorbatowo umbenannt.
1779 wurde unter dem Namen Gorbatow das Stadtrecht als Verwaltungszentrum eines Kreises (Ujesds) verliehen.
Bis zum Ende des 19. Jahrhunderts war die Herstellung von Hanfseilen in mehreren kleineren Seilereien wichtigster Wirtschaftszweig der Stadt. Die Stadt verlor jedoch ihre wirtschaftliche und politische Bedeutung gegenüber den verkehrstechnisch günstiger gelegenen Orten Worsma und insbesondere Pawlowo, wohin 1918 auch die Kreisverwaltung verlegt wurde.

### Bevölkerungsentwicklung
| Jahr | Einwohner |
| ---- | --------- |
| 1897 | 4604      |
| 1926 | 3300      |
| 1939 | 3124      |
| 1959 | 3572      |
| 1970 | 4611      |
| 1979 | 4210      |
| 1989 | 3552      |
| 2002 | 2662      |
| 2010 | 2278      |

Anmerkung: Volkszählungsdaten (1926 gerundet)

## Kultur und Sehenswürdigkeiten
Das malerisch und ruhig gelegene Gorbatow ist ein bekannter regionaler Ausflugs- und Urlaubsort.
Der Filmregisseur Nikita Michalkow drehte 1996 in der Umgebung von Gorbatow seinen Film Der Barbier von Sibirien sowie 2006 bis 2007 die Fortsetzung des oscarprämierten Films Die Sonne, die uns täuscht.

## Wirtschaft und Infrastruktur
In Gorbatow gibt es kleine Fabriken für Taschenmesser, Volkskunsterzeugnisse und Stickereien sowie eine Seilerei.
Gorbatow ist für seine Obstplantagen bekannt; von hier stammt eine nach der Stadt benannte Sauerkirschsorte. Im früheren Kreis Gorbatow wurde ursprünglich auch die Rinderrasse Gorbatower Rotvieh gezüchtet.
Nächstgelegene Eisenbahnstation ist der zwölf Kilometer südöstlich gelegene Bahnhof Worsma an der Strecke Nischni Nowgorod–Pawlowo.